# Dickinson megye (Kansas)
Dickinson megye az Amerikai Egyesült Államokban, azon belül Kansas államban található. Megyeszékhelye és legnagyobb városa Abilene. Lakosainak száma 18 402 fő (2020. április 1.). Dickinson megye Clay, Marion, Geary, Morris, McPherson, Saline és Ottawa megyékkel határos.

## Népesség
A megye népességének változása:
| Lakosok száma | 19 801 | 19 725 | 19 806 | 19 609 | 19 303 | 18 402 |
|               | 2010   | 2011   | 2012   | 2013   | 2015   | 2020   |